# Lomitapida
Lomitapida (nome comercial Juxtapid) é o primeiro fármaco da Aegerion Pharmaceuticals lançado no mercado. Foi aprovado pelo FDA em 21 de dezembro de 2012 para o tratamento de uma grave doença genética (hipercolesterolemia familiar homozigótica) que eleva drasticamente os níveis de colesterol. Possui elevada toxicidade hepática e devido a isso leva uma etiqueta que alerta sobre esse risco.